# Zatrephes marmorata
Zatrephes marmorata är en fjärilsart som beskrevs av De Toulgoët 1987. Zatrephes marmorata ingår i släktet Zatrephes och familjen björnspinnare. Inga underarter finns listade i Catalogue of Life.